# أديكيا (إلهة)
أديكيا ((بالإنجليزية: Adikia)‏، (باليونانية: Ἀδικία)‏، أو أديسيا (بالإنجليزية: Adicia)‏)، في الأساطير اليونانية، هي إلهة تجسد الظلم وسوء التصرف (الإثم). كانت تُمثَّل عادة على صندوق سيبسيلوس كامرأة بربرية. كان نقيضها الآخر هي ديكي [الإنجليزية] (العدل) التي كانت تصور وهي تضربها بهراوة.

## تأثيل
الكلمة أديكيا وتترجم (إثم)، ومعناها الخطيَّة في مظهرها الاجتماعي أي عندما تُوجه إلى النفس أو إلى الآخرين.